# 貝多帕薩·布阿沙特
貝多帕薩·布阿沙特（Bedopassa Buassat，1992年9月20日—）是一名幾內亞比索角力運動員，主攻男子自由式97公斤級項目。